# Alois Ježek
Alois Ježek (12. února 1936 Nové Zámky – 26. května 2025) byl český manažer, ředitel a zakladatel Mezinárodní pěvecké soutěže Antonína Dvořáka v Karlových Varech.

## Život a kariéra
Narodil se 2. února 1936. Do Karlových Varů se s rodinou přestěhoval v roce 1945. Absolvoval pěvecké oddělení Pražské konzervatoře.
Byl ředitelem Karlovarského symfonického orchestru v letech 1996 až 2000. Poté se stal ředitelem Mezinárodního pěveckého centra Antonína Dvořáka v Karlových Varech. V roce 2005 obdržel z rukou primátora Karlových Varů Cenu města. Od roku 2006 byl opět ředitelem Karlovarského symfonického orchestru a ředitelem Mezinárodní pěvecké soutěže Antonína Dvořáka.
Byl zakládající osobností Pěvecké soutěže Antonína Dvořáka. Byl přední kulturní osobností Karlových Varů. V roce 1990 se stal ředitelem Městského kulturního střediska. 
V roce 2004 získal Cenu města Karlovy Vary a v roce 2012 převzal Cena Karlovarského kraje – osobnost Karlovarského kraje. V roce 2016 se stal čestným občanem Karlových Varů.
Alois Ježek zemřel 26. května 2025 ve věku 89 let.